# The Tablet
The Tablet è un settimanale cattolico britannico che si stampa a Londra.

## Storia

### Dalla fondazione al 1854
The Tablet («Le Tavole» in italiano) fu fondato nel 1840 da Frederick Lucas, un quacchero convertito al cattolicesimo all'età di 27 anni. Lucas fu condotto alla fede cattolica da Thomas Anstey, anch'egli un quacchero convertito. Sulla sua conversione, avvenuta nel dicembre 1838, Lucas pubblicò un libretto intitolato Le ragioni per diventare cattolico; nel primo anno di pubblicazione ne uscirono tre edizioni.
Nella prima metà del XIX secolo i cattolici britannici uscirono da una condizione di discriminazione sociale e di inferiorità giuridica. Nel  1829 il Roman Catholic Relief Act aveva attribuito ai cittadini cattolici gli stessi diritti dei cittadini anglicani (tra cui il diritto di voto).
Mancava ancora nella comunità cattolica inglese un organo d'informazione nazionale. Don R. Lythgoe (gesuita), il sacerdote che aveva battezzato Lucas, gli suggerì di dedicarsi alla creazione della rivista. Lucas scelse il nome, Le Tavole. Il primo numero del periodico uscì il 16 maggio 1840. Per la testata fu scelto un carattere tipografico moderno. Sotto la scritta «The Tablet» appariva un motto di Edmund Burke (1729-1797) che la adornava: «I miei errori, se ce ne sono, li ho fatti io stesso: non ho la delega di nessuno».
Sul terzo numero Lucas spiegò perché aveva scelto questa massima: "Fatta eccezione per i cattolici irlandesi, non c'è comunità cattolica nel mondo che abbia mostrato così tanta tenacia e perseveranza come la comunità cattolica britannica. Ciò è avvenuto in tutte le classi sociali, ciascuna in base alla posizione che occupava nella società". A quel tempo la comunità cattolica in Inghilterra era rigidamente separata tra poveri (abitanti dei grossi agglomerati urbani, in massima parte originari dell'Irlanda) e "vecchie" famiglie cattoliche, molte delle quali benestanti. Siccome queste ultime erano diventate, nel tempo, la componente minoritaria, i convertiti come Lucas la rafforzarono, sia numericamente che intellettualmente. Fu a questa componente che si rivolse The Tablet, facendone il proprio lettorato di riferimento.
Lucas trovò sostegno finanziario presso due imprenditori del settore del cuoio, i fratelli Keasley. Ma nel 1841 i Keasley dichiararono bancarotta. Lucas si rivolse allora a John Cox, che era stato il suo editore nel primo periodo della sua vita, quando era protestante.
Lucas impresse al Tablet una linea politica di equidistanza dai partiti. Il giornale inizialmente trattò allo stesso modo i Tory e i Whig. Ma in occasione delle elezioni del 1841, Lucas schierò il giornale invitando i lettori a votare solo per i candidati cattolici (che erano schierati in gran parte per i Whig). Ciò gli alienò le simpatie di molti lettori. Diversi proprietari terrieri cattolici decisero di votare per candidati Tory (anche se erano protestanti) invece che per i Whig.
Il rapporto con Cox, anch'egli un Tory, si ruppe irrimediabilmente. L'editore avviò una propria pubblicazione dallo stesso nome, The Tablet. Lucas rinominò la propria rivista The True Tablet (aprile 1842). La battaglia fu vinta da Lucas; Cox chiuse la rivista concorrente alla fine di luglio del medesimo anno. Alla fine dell'anno The True Tablet ritornò The Tablet.
Nel 1843 Lucas ingrandì il formato della rivista, che divenne simile a quello dei quotidiani. The Tablet divenne sempre più la "voce" di Lucas; dalle sue colonne il fondatore-direttore scatenava invettive e si rendeva protagonista del dibattito pubblico in seno alla comunità cattolica per le sue critiche su come veniva gestita la Chiesa. Si mostrò favorevole all'insediamento della Società di San Vincenzo de' Paoli. Quando papa Pio IX decise il ripristino della gerarchia della Chiesa cattolica in Inghilterra e Galles, con il breve Universalis Ecclesiae (29 settembre 1850), Lucas si dichiarò contrario al ristabilimento di normali relazioni diplomatiche tra Santa Sede e Regno Unito.
Nel 1850 Lucas si trasferì a Dublino. Si interessò attivamente alle tematiche irlandesi e ai diritti degli irlandesi; parallelamente crebbe la sua ostilità verso l'Inghilterra. La sua ultima battaglia giornalistica ebbe per oggetto l'Irlanda. I vescovi irlandesi si erano espressi contro l'Atto di Unione. Lucas li sosteneva, la Congregazione Propaganda Fide invece aveva mostrato la propria irritazione. Lucas si spinse fino a Roma per cercare di convincere la Santa Sede ad appoggiare la causa dei vescovi irlandesi. Giunse nella città eterna nel dicembre 1854. Si ammalò gravemente e dovette tornare in patria. Morì il 22 ottobre 1855. Aveva diretto The Tablet ininterrottamente per 15 anni.

### Dal 1855 al 1901
Il successore di Lucas fu John Wallis, 34 anni, anch'egli un convertito (dall'anglicanesimo). Alla morte di Lucas acquistò il giornale e lo riportò a Londra, dove esercitava la professione di avvocato. Cambiò la grafica della testata, uniformandola a quella dei giornali dell'epoca: grassetto con caratteri gotici senza grazie. Politicamente Wallis era un Tory, a differenza di Lucas che era stato vicino ai Whig. La redazione rimase invece prevalentemente Whig.
Il prestigio della rivista rimase intatto: The Tablet continuò ad essere l'unico giornale inglese al quale la Santa Sede affidava la pubblicazione di documenti papali in Inghilterra.
All'inizio degli anni sessanta il giornale cominciò ad accusare una flessione nelle vendite. Uno dei maggiori finanziatori cedette le proprie quote. A Wallis non rimase che dimettersi dalla direzione (1868).
Il nuovo proprietario fu don Herbert Vaughan, la cui famiglia era cattolica da generazioni. Fu il primo editore cattolico dalla nascita della rivista. Nel 1870 schierò il giornale a favore della dichiarazione del dogma dell'Infallibilità papale. Durante il Concilio Vaticano I Vaughan creò un inserto, «Vatican», per spiegare i lavori del concilio. In quell'anno il direttore ritornò da un viaggio a Roma con una lettera di encomio firmata dal pontefice. Decise di inserire a fianco della testata il nome del papa, Pio IX.
Sotto la sua direzione, The Tablet abbandonò l'aspetto del giornale quotidiano (impressogli dal precedente direttore) per assumere quello della rivista intellettuale. Si notarono una maggior cura nella fattezza delle pagine e il ritorno a caratteri tipografici con le grazie. In politica interna, il settimanale appoggiò la riforma voluta dal primo ministro William Ewart Gladstone (1868-1874), che sancì la separazione tra Stato e Chiesa in Irlanda.
Nel 1872 Vaughan fu nominato vescovo di Salford. A causa dell'importanza della carica, non poté più proseguire il suo incarico al giornale. Cedette quindi la direzione al suo vice, George Ranken, amico di lunga data e convertito dal protestantesimo. Vaughan mantenne la proprietà: The Tablet infatti continuò sulla stessa linea politica. Sostenitore di Gladstone, il giornale fu un acceso oppositore del successivo governo di Benjamin Disraeli (1874-1880).
Nel 1884 Ranken dovette abbandonare la direzione per motivi di salute. Il suo successore fu John Snead-Cox. Il nuovo direttore aveva solo 29 anni (essendo nato nel 1855) e proveniva da una famiglia imparentata con quella di Vaughan. Snead-Cox guidò The Tablet fino al 1920, per quella che fu la più lunga direzione nella storia del settimanale.
Snead-Cox consolidò la posizione di The Tablet e ne migliorò ulteriormente la qualità. I suoi lettori lo seguirono per tutta la durata del suo lungo mandato. Unica pecca della sua direzione: il giornale si creò la nomea di "anti-irlandese", sebbene Snead-Cox non si fosse mai espresso pubblicamente contro la Chiesa irlandese.
Nel 1892 Herbert Vaughan fu eletto arcivescovo di Westminster, la carica più alta della Chiesa cattolica inglese. Il 25 aprile 1893, Vaughan annunciò che ai cattolici era consentito iscriversi ai college di Oxford e Cambridge. Vaughan (che rimaneva sempre il proprietario del periodico) volle espressamente che la notizia fosse pubblicata su The Tablet. In altre occasioni il settimanale affiancò Vaughan nei suoi interventi pubblici. Snead-Cox inaugurò la prassi di recarsi una volta alla settimana a Westminster per consultarsi con l'arcivescovo.
Nel 1901 Vaughan, giunto all'età di 69 anni, lasciò la proprietà del settimanale a tre persone: mons. Dunn (suo segretario e, dal 1916, vescovo di Nottingham), don Henry Weld (rettore della fondazione Mill Hill) e Joseph Weld (presidente dello studio legale che assisteva l'arcidiocesi di Westminster).

### Dal 1901 al 1935
La reputazione di The Tablet era solida: sul periodico cattolico scrivevano i più eminenti studiosi (specialmente storici). Nel 1920 Snead-Cox pose fine alla sua ultradecennale direzione e lasciò la conduzione a James Milburn. Non ancora sessantenne, Milburn era vicedirettore del giornale fin dal 1895. A metà degli anni Venti il giornale ebbe un calo di vendite. Fu necessario sostituire il direttore. Il successore di Milburn fu Ernest Oldmeadow.
Nel 1926 Oldmeadow si rivolse a una nuova tipografia; la nuova stamperia utilizzava una carta di migliore qualità, a costi minori. Nel settembre 1927 il giornale si trasferì nella nuova sede, di proprietà dell'arcivescovado, al n. 6 di Adam Street.
Oldmeadwon si lanciò in vivaci polemiche attorno a un tema molto caldo: il rapporto tra cattolici ed anglicani. Nel 1928 criticò gli anglo-cattolici, dei quali uno dei maggiori esponenti era Edward Wood, più noto come Lord Halifax. Dalle colonne di The Tablet si scagliò anche contro lo scrittore cattolico Arthur Evelyn Waugh (1932).
Alla metà degli anni trenta Ernest Oldmeadow lanciò l'obiettivo delle 10 000 copie di vendita. Tra i punti principali del suo piano vi erano l'apertura della rivista ai temi letterari e il dimezzamento del prezzo.
Il piano fu bocciato e ad Oldmeadow non rimase che dimettersi. Nel 1935, il nuovo arcivescovo di Westminster, Arthur Hinsley, decise di mettere in vendita il giornale.

### Dal 1935 al 1967
Fu acquistato da una catena composta da uomini d'affari londinesi, guidata da Douglas Woodruff e Thomas Burns. Così, dopo 68 anni di ininterrotta proprietà da parte della Chiesa, The Tablet diventava proprietà di un gruppo di investitori laici. Il giornale si trasferì da Adam Street a Paternoster Row. Fu fondata la «Tablet Publishing Company», nuova società editrice del settimanale. Douglas Woodruff, 39 anni, fu il primo direttore del nuovo corso. Nel suo programma di intenti, Woodruff scrisse che "la funzione di The Tablet così come l'ha concepita la nuova direzione è cercare di spiegare non solamente la Chiesa al mondo esterno, ma anche far conoscere il mondo esterno ai membri della Chiesa". The Tablet divenne in breve tempo un giornale meno "ecclesiale", e riuscì a interessare anche i lettori non credenti.
Nei mesi successivi apparve una nuova sezione del giornale, dedicata alla politica estera. In breve tempo tornarono a pubblicare su The Tablet scrittori famosi, storici prestigiosi, personalità religiose e laiche. La citazione di Pio IX, che campeggiava vicino alla testata dal 1870 scomparve. Fu avviato il completo rifacimento grafico del giornale, che impegnò la redazione per tre anni. Fu scelto un nuovo carattere per la testata: il Perpetua; mentre per le pagine fu preferito il Times Roman. Il giornale fu stampato in una tipografia di Reading. The Tablet divenne uno dei giornali più belli da vedere del suo tempo. Tra le firme principali che scrissero sul settimanale negli anni trenta figurano, tra i laici: Christopher Dawson (1889-1970, autore di numerosi saggi sulla storia della cultura e sulla cristianità), Arnold Lunn (1888-1974, personaggio molto popolare, convertitosi al cattolicesimo nel 1930), Graham Greene, Hilaire Belloc, Evelyn Waugh, Douglas Jerrold e Edward Watkin (1888-1981). Tra i religiosi: Martin D'Arcy SJ (1888-1978, definito uno dei più grandi intellettuali cattolici del suo tempo), David Knowles OSB (1896-1974, storico, docente a Cambridge), Philip Hughes e Ronald Knox.
The Tablet diede un'ampia copertura ai lavori del Concilio Vaticano II. Con la conclusione del Concilio (1965), terminò anche la lunga esperienza di Woodruff alla direzione, iniziatasi trent'anni prima. The Tablet era un giornale conosciuto, letto e rispettato. Il suo successore fu Thomas Burns, giovane cofondatore della «Tablet Publishing Company» trent'anni prima. Nel 1967, all'età di 61 anni, Burns salì alla direzione del prestigioso settimanale.

### Dal 1968 ad oggi
Nel 1968 papa Paolo VI pubblicò l'enciclica Humanae Vitae. La lettera non fu accolta favorevolmente in Inghilterra; The Tablet, invece, le dedicò ampi commenti favorevoli. La difesa del magistero papale costò al settimanale in termini di copie: per la prima volta dopo decenni scese sotto le 10.000 unità. Inoltre il giornale, nella percezione del lettore inglese medio, fu percepito come orientato a centro-destra. La direzione di Burns terminò nel 1982, anno della Guerra delle Falkland e della visita di Giovanni Paolo II in Inghilterra (28 maggio-2 giugno).
Il successore di Burns fu John Wilkins (luglio 1982), che portò la diffusione della rivista al record di 20 000 copie. Wilkins lasciò nel 2003. Da allora The Tablet è diretto da Catherine Pepinster, la prima donna giunta alla direzione del settimanale.